# Uli Aschenborn
Hans Ulrich (Uli) Aschenborn (né le 6 septembre 1947 à Johannesburg en Afrique du Sud - ) est, entre autres, un représentant de l’art animalier connu en Afrique australe comme déjà son père Dieter Aschenborn et son grand-père Hans Anton Aschenborn. Il est souvent présenté dans les journaux sur Internet. L'artiste est classé parmi les plus grands artistes du monde des XVIIIe et XXIe siècles d’après United Art Rating, (association russe des artistes). L'Ensad Alumni Paris, l'Association des anciens élèves de l'École nationale supérieure des arts décoratifs à Paris a nommé Uli Aschenborn membre d' honneur en 2018 ,,.

## Caractéristiques de son art

Cycle de la vie de l'homme, «morpho-sculpture» (art cinétique), 2003, env. 40 × 40 × 40 cm

Ovahimba, « dessin vivant » le portrait vous suit des yeux (art cinétique), 2009, 29 × 21 cm

Sa spécialité  sont ses tableaux dynamiques avec des scènes d’animaux en mouvement (des animaux en fuite, à l'attaque, les bouquets de fleurs qui semblent exploser etc.) En Namibie, les musées de Swakopmund et Windhoek ainsi que la National Art Gallery of Namibia présentent des œuvres de ce peintre.
Intitulé par les médias namibiens  « Amazing Changing Art » (i.e. « incroyable art des transformations ») – les œuvres récentes du peintre sont en mutation - soit le tableau en  lui-même change, soit le visiteur le « fait changer » en passant devant – une allusion à l’art cinétique.
Quand le visiteur passe devant un tableau de la série « Caméléon » du peintre, le tableau semble changer de couleur ou même de sujet (la coloration d’un coucher de soleil devient ainsi de plus en plus intense et chaude pour le contemplant). Pour obtenir cet effet le peintre utilise simplement du sable et de la peinture (vidéos a, b, c).
Les « Morpho-sculptures » en rotation de l’artiste montrent des métamorphoses (par exemple le vieillissement de'l homme ou l’évolution du « singe » vers l’homme en quelques secondes). Le spectateur peut suivre cette évolution humaine en regardant la projection de l’ombre de ces statuettes.

## Distinctions
- 1964 Le lauréat Art Competition South West Africa
- 1978 Borchers-Plakette (Allemagne)

## Expositions individuelles (sélection)
- 1993 Dessins par ordinateur, reflets … cuirs, Galerie Artelier, Windhoek (Namibie)
- 1999 Afrique, Port Andrat's (Majorque)
- 2005 Morphs, Galeries FAH et HAF, Maastricht (Pays-Bas)
- 2006 Morphs National Art Gallery of Namibia, Windhoek (Namibie)
- 2007 Aschenborn –Rétrospective, Galerie Artelier, Windhoek (Namibie)
- 2007 Rétrospective, Galerie Hexagone Aix-la-Chapelle
- 2008 Afrique, Galerie Kendzia, Windhoek (Namibie)
- 2009 Out of Africa - Uli Aschenborn, Galerie Malmedé, Cologne
- 2009 Afrique - Uli Aschenborn, Artedomus, Vincennes

## Expositions de groupe (sélection)
- 1965 Trois Générations Aschenborn, Windhoek (Namibie)
- 1975 et 1976 Exposition-concours en hiver, Suermondt-Ludwig-Museum, Aix-la-Chapelle
- 1979 Photos de trois Perspectives, Atrium, Aix-la-Chapelle
- 2007 Exposition de Carreaux, Ludwig Forum für Internationale Kunst, Aix-la-Chapelle
- 2009 20 années Galerie Hexagone, Aix-la-Chapelle
- 2015 25 années Galerie Hexagone, Ludwig Forum für Internationale Kunst, Aix-la-Chapelle
- 2015 Uli Aschenborn, Artedomus, Vincennes

## Galerie

Vidéo a : Lion attaquant sous le coucher du soleil ou non?, les couleurs changent quand le spectateur se déplace, technique « caméléon » (art cinétique), 2007, 100 × 80 cm
Vidéo b : Rhinocéros attaquant au coucher du soleil ou non?, les couleurs changent quand le spectateur se déplace, technique « caméléon » (art cinétique), 2007, 100 × 100 × 4 cm
Vidéo c : Dé Magique, le tableau change quand le spectateur se déplace, (technique « caméléon » (art cinétique), 2007, 40 × 30 cm
Poisson, « Morpho-Cube », le poisson change quand le spectateur se déplace, (art cinétique), 2005, 21 × 21 × 21 cm
Montagne – cratère, tableau rotatif, 1975 (exposé au Suermondt-Ludwig-Museum d’Aix-la-Chapelle en 1975), 29 × 21 cm
Le Monde de l'homme avec la barbe, tableau rotatif, gravure « poly-aspects », 2005, 12 × 12 cm
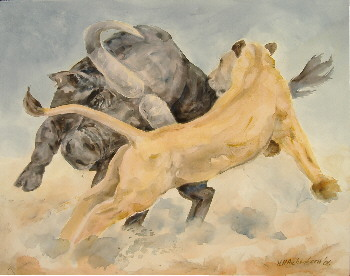
Buffle avec Lionne, 2006, 80 × 100 cm
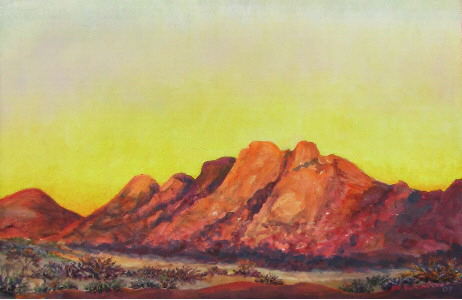
Les Monts Pontok sous le coucher du soleil - Namibie, 2007, 100 × 150 cm